# Partei für Gerechtigkeit und Entwicklung (Marokko)
Die Partei für Gerechtigkeit und Entwicklung (arabisch حزب العدالة والتنمية, DMG Ḥizb al-ʿadāla wa-t-tanmiya, marokkanisches Tamazight ⴰⴽⴰⴱⴰⵔ ⵏ ⵜⴰⵏⵣⵣⴰⵔⴼⵓⵜ ⴷ ⵜⴰⵏⴼⵍⵉⵜ Akabar n Tanzzarfut d Tanflit, französisch Parti de la justice et du développement, PJD) ist eine politische Partei in Marokko, die gemäßigt islamistische Positionen vertritt.
Seit ihrem Wahlsieg bei den Parlamentswahlen am 25. November 2011 stellt die Partei den Ministerpräsidenten Marokkos. Vom 5. April 2017 bis zum 10. September 2021 fungierte als Ministerpräsident Marokkos Saadeddine Othmani, der den Parteivorsitzenden Abdelillah Benkirane nach den Parlamentswahlen 2016 in Marokko ablöste. Othmani wurde seinerseits nach der Parlamentswahl 2021 vom Geschäftsmann und Vorsitzenden der RNI, Aziz Akhannouch, abgelöst.
Das Wahlsymbol der Partei ist eine Laterne.

## Geschichte
Die Partei wurde 1967 unter dem Namen Mouvement Populaire Constitutionnel et Démocratique (MPCD) von Abdelkrim Al Khatib, einem Arzt des damaligen Königs Hassan II. als eine politische islamische Bewegung gegründet.
1981 spaltete sich die Bewegung von gewalttätigen islamistischen Gruppierungen ab. König Hassan II. unterstützte die Umbildung der Bewegung zu einer Partei, um dem radikalen Islamismus im Land zurückzudrängen. 1998 erhielt die Partei schließlich ihren Namen PJD.
Die Organisation MPCD existiert weiterhin von der Partei getrennt, sie ist aber dennoch eng mit ihr verflochten und vertritt deutlich radikalere islamistische Positionen als die PJD.
1997 nahm die Partei erstmals an einer Parlamentswahl teil und ist seitdem im marokkanischen Parlament vertreten. Nach der Umbenennung in PJD wurde sie bei den Parlamentswahlen im September 2002 mit 42 Sitzen von 325 drittstärkste Kraft und war seitdem stärkste Oppositionspartei. Bei den Parlamentswahlen im September 2002 wurde der Partei ein Stimmengewinn prognostiziert, und sie wurde dritte Kraft, musste sich aber trotz ihrer Stimmengewinne der USFP und der Istiqlal geschlagen geben. Nach den Parlamentswahlen 2007 führte sie die Opposition als größte Oppositionspartei an. Bei den vorgezogenen Parlamentswahlen 2011 errang sie als stärkste Partei 107 von 395 Sitzen, und wurde erstmals mit der Regierungsbildung beauftragt. Ministerpräsident von Marokko wurde Abdelillah Benkirane. Er bildete eine Regierungskoalition mit der Istiqlal, der Volksbewegung (MP) sowie der Partei des Fortschritts und des Sozialismus (PPS). Als im Jahre 2013 die Istiqlal die Regierung verließ, wurde stattdessen die RNI in die Koalition geholt, bevor es im Parlament zu einer Minderheitensituation kommen konnte.
Bei den Parlamentswahlen im Oktober 2016 verbesserte die Partei ihr Ergebnis und errang 125 von 395 Sitzen. Benkirane wurde erneut mit der Regierungsbildung beauftragt, musste aber im Februar 2017 sein Scheitern eingestehen und wurde am 15. März 2017 von König Mohammed VI. offiziell als Regierungschef entlassen, sowie zwei Tage später sein Parteikollege Saadeddine Othmani mit der Regierungsbildung betraut. Nach Aufnahme der umstrittenen USFP als sechste Partei in die Regierungskoalition wurde die neue Regierung am 5. April 2017 vom König offiziell bestätigt.
Die Umstände der Regierungsbildung haben die PJD deutlich geschwächt: Der beliebte Benkirane wurde aus dem Rampenlicht der Öffentlichkeit verdrängt und der neue Regierungschef ist innerparteilich höchst umstritten, musste er doch unter dem Druck des Königs deutliche Konzessionen bei der Vergabe der Ministerposten machen. Nach einem monatelangen Tauziehen gewann Saadeddine Othmani in der Partei den nötigen Rückhalt und löste Benkirane auf einem Parteitag im Winter 2017 auch als Parteichef ab.

## Positionen
Die PJD gilt als islamisch orientiert und weist nach einigen Beobachtern teilweise islamistische Züge auf. Von anderen wird sie als „postislamistisch“ bezeichnet. Die Partei unterhält einen eigenen Frauenzweig, demonstrierte aber im Jahre 2000 gegen einen Gesetzesentwurf, der für Frauen Gleichberechtigung vorsah. Äußerungen einzelner Führungsmitglieder zu Themen wie Hadd-Strafen lösten in Marokko zahlreiche Diskussionen aus. Nach den Bombenanschlägen von Casablanca am 16. Mai 2003 geriet die Partei unter verstärkten öffentlichen Druck, worauf sie zunehmend gemäßigter auftrat. Obgleich sie sich deutlich von den Attentätern und jeglicher Form von Gewalt distanzierte, blieb Kritik daran bestehen, dass die Partei durch ihre Rhetorik eine anti-westliche Einstellung propagiert habe. Im Wahlkampf 2011 stellte die Partei den Kampf gegen Korruption, für soziale Gerechtigkeit, für mehr Arbeitsplätze und bessere Wohnungen in den Vordergrund.
In ihrer breit aufgestellten Regierungskoalition oblag es ihr, neben den eigenen Reformvorschlägen auch die durch die neue Verfassung von 2011 notwendigen Rechts- und Verwaltungsreformen mitzugestalten.
Sie tritt für folgende Positionen ein:
- Reformen in der Bildungspolitik
- Ökonomische Vernetzung mit anderen Ländern
- Entwicklung eines gerechteren Sozialsystems
- Größere arabische und muslimische Zusammenarbeit
- Stärkung der Demokratie und der Menschenrechte

Außenpolitisch baute die PJD unter Benkirane die wirtschaftlichen Beziehungen zur EU und zum Golf-Kooperationsrat aus. Im Bürgerkrieg in Libyen seit 2014 unterstützte sie den Friedensplan der UN. In der Region Maghreb wirbt sie für das politische Modell Marokkos, welches als „Kooperation statt Konfrontation“ beschrieben wird.

## Liste der Generalsekretäre (Parteivorsitzenden)
- Abdelkrim El Khatib (Gründer und Parteivorsitzender bis 2004)
- Saadeddine Othmani (Parteivorsitzender von 2004 bis 2008)
- Abdelilah Benkirane (Parteivorsitzender von 2008 bis 2017)[12]
- Saadeddine Othmani (Parteivorsitzender ab 2017)

## Wahlergebnisse
| Jahr   | Stimmenanteil | Sitze           |
| ------ | ------------- | --------------- |
| 1970 1 | 0,0 %         | 0/240           |
| 1977 1 | 2,04 %        | 3/264           |
| 1984 1 | 1,58 %        | 0/306           |
| 1993 1 | 0,0 %         | 0/333           |
| 1997 1 | 2,76 %        | 9/325           |
| 2002   | 7,4 %         | 42/325          |
| 2007   | 10,9 %        | 46/325          |
| 2011   | 22,8 %        | 107/395gewonnen |
| 2016   | 27,9 %        | 125/395gewonnen |